# Erifýlé
Erifýlé (řecky Εριφύλη, latinsky Eriphyle) je v řecké mytologii byla dcerou argejského krále Talaa a jeho manželky Péró.
Byla sestrou argejského krále Adrásta a stala se manželkou věštce Amfiaráa. Jemu porodila dva syny jménem Alkmaión a Amfilochos.
Když Oidipův syn Polyneikés přišel do Argu žádat o pomoc, aby se mohl vrátit do rodných Théb, odkud byl vyhnán svým bratrem Eteoklem, argejský král Adrástos mu vyhověl a začal shromažďovat vojevůdce a armádu. Všichni byli připraveni bojovat proti Thébám, jediný Amfiaráos, Erifýlin manžel, odmítal jít do války. Jako věštec věděl, že válka nepřinese vítězství a že v ní všichni zahynou – až na jednoho.
Erifýlé mezi svým manželem a svým bratrem uklidňovala již mnohokrát a nejednu hádku. Oba byli prudcí a byli by se snad i vzájemně zabili. Když jednou musela mezi ně vstoupit, vynutila si na nich přísahu, že v každé hádce se budou řídit jejím rozsudkem.
To se dozvěděli ostatní vojevůdci a na radu Týdea přišel Polyneikés za Erifýlou a s lichotivými řečmi ji nabídl jako dar nádherný a kouzelný náhrdelník, který dala bohyně Afrodíté pramáti Harmonii, manželce krále Kadma. Za ten dar se odměnila Erifýlé tím, že svého manžela Amfiaráa přemluvila a on do války Sedmi proti Thébám odjel – a spolu s pěti dalšími vojevůdci v ní padl. Vrátil se jediný král Adrástos. Před svým odjezdem však Amfiaráos požádal své syny, aby matku, která kvůli bohatství poslala na smrt svého muže, po skončení války zabili.
Erifýlé si podobné zištné dobrodružství zopakovala o deset let později. Tentokrát šlo o výpravu Epigonů, potomků Sedmi, opět proti Thébám. Také mezi nimi byly pochybnosti, zda do války jít či ne. Této nejistoty využil Thersandros, syn Polyneikův a stejně jako otec v první válce, on nyní navštívil Erifýlé a nabídl jí další vzácnost: kouzelný plášť pramáti Harmonie. Erifýlé opět neodolala a rozhodla, že válka se konat bude. Tím odsoudila na možnou smrt také své dva syny Alkmaióna a Amfilocha.
Jenže dál už se historie neopakovala, Epigoni Théby dobyli a pobořili a s výjimkou Adrástova syna Aigialea se všichni vrátili domů. A tehdy Alkmaión nebo snad oba dva bratři svou matku opravdu zabili. Ta je ještě sama umírající proklela. Alkmaióna se po činu zmocnily Erínye a dohnaly ho až k šílenství.

## Odraz v umění
- Homér ve své Odyssei hodnotí jako „ohavnou ženu, která za život manžela přijala zlato“
- vázová malba zachycuje klíčovou scénu, kdy „Polyneikés podplácí Erifýlu náhrdelníkem královny Harmonie“, malba pochází z 5. stol. př. n. l.